# 林智樂
林智樂（英語：Felix Lam Chi Lok；2003年9月25日—），香港男歌手及演員，是無綫電視歌唱選秀節目《聲夢傳奇》第一季參賽者，現為無綫電視經理人合約藝員兼星夢娛樂旗下廠牌「愛爆音樂」歌手。2023年6月8日推出首支個人派台單曲《忘記趁早》正式出道，出道首年在《新城勁爆頒獎禮》、《叱咤樂壇流行榜頒獎典禮》、《十大中文金曲頒獎音樂會》三個流行音樂界年度頒獎禮均獲得新人獎項。2025年於《第四十六屆十大中文金曲》首奪「優秀流行歌手大獎」。

## 早年生活
林智樂生於香港，曾就讀民生書院幼稚園、民生書院小學以及民生書院，中四時到英國讀書並完成了中五學位。中學時曾想過將來以電台DJ為業。

## 演藝事業

### 2020年—2021年：參加《聲夢傳奇》入行
2020年，無綫電視籌備歌唱選秀節目《聲夢傳奇》第一季，林智樂放棄在英國繼續升學，報名參賽並成功入圍。2021年4月，節目正式播出，當時17歲的他成為年齡最輕的男參賽者。在《聲夢傳奇》中，林智樂成為藍隊成員，當中與林君蓮合唱的月半小夜曲備受關注，而與炎明熹及孫漢霖合唱的洋蔥更於YouTube破百萬點擊率。最終於第六輪比賽被淘汰。
比賽結束後被無綫簽為藝員及歌手。節目後續演唱會《聲·夢飛行 First Live On Stage》，是為林智樂所參與之首次公開售票演唱會。在樂壇正式出道前，他也參與了一些合唱歌曲，合唱者亦多出身於《聲夢》系列，如東奧節目主題曲奪金、賀年歌曲想要乜嘢都可以。

### 音樂事業

#### 2022年：入行初期
林智樂在加入無綫電視的初期並未獲得自己的出道歌曲。2022年10月，他為無綫電視台慶劇《下流上車族》演唱插曲《一生何求》。後來，他陸續為無綫電視演唱了一些原創劇集歌曲（非派台）。

#### 2023年：正式出道
林智樂甚喜歡香港作曲家澤日生的作品，遂向公司提出請澤日生為自己的個人單曲作曲，獲澤日生答允並親任監製；此歌在2023年6月8日正式發行，名為忘記趁早，是為林智樂的出道單曲，推出時其創作班底被視為是《聲夢》出身歌手單曲中的最強班底（指創作者資歷及過往獲獎情況）。忘記趁早推出後在主要流行音樂榜取得一冠兩季的成績，成為他首支個人冠軍歌。同年11月10日，他推出第二首個人單曲澀谷駅前等，創作班底亦與前作忘相同，派台成績為一冠一亞。
他出道後於各大樂壇頒獎典禮獲得多個新人獎，包括《2023年度叱咤樂壇流行榜頒獎典禮》「叱咤樂壇生力軍男歌手銀獎」、《新城勁爆頒獎禮2023》「勁爆新人」、《第四十五屆十大中文金曲》「最有前途新人獎銅獎」及《加拿大至 HIT 中文歌曲排行榜 2023 年度總選》「至HIT推崇新歌手 銅獎」。

#### 2024年至今：出道初期
- 2023年12月30日，林智樂於灣仔香港會議展覽中心出席新城知訊台《新城勁爆頒獎禮2023》。
- 2024年1月1日，林智樂獲得《2023年度叱咤樂壇流行榜頒獎典禮》「叱咤樂壇生力軍男歌手銀獎」。
- 2024年5月18日，林智樂於香港海洋公園怡慶坊出席《音樂出沒First Jump》演唱會。

2024年4月26日，林智樂推出單曲年輪海，並在中環Shout Art Hub&Gallery舉辦「年輪海主題展覽」。同年5月18日，他與張馳豪、潘靜文假香港海洋公園AXA安盛怡慶坊舉辦《音樂出沒 First Jump 第一彈》演唱會。同年10月，他推出由易家揚填詞的年輪海國語版天使披著魔鬼風衣。
2024年末，林智樂擔任中國內地音樂節目《聲生不息·大灣區季》的演出嘉賓，備受注目；據他透露，他曾在同系列節目的前兩季參加面試，而這次是他首次在節目出鏡。同年年尾，林智樂在《新城勁爆頒獎禮2024》奪得「勁爆躍進男歌手金獎」。
2025年6月《第四十六屆十大中文金曲頒獎音樂會》舉行，方於上年度獲得新人獎的林智樂，在此年度首奪「優秀流行歌手大獎」（十人之一）。

### 演員與主持工作
林智樂進入演藝圈後，戲劇演出機會比歌唱要早，首作是2021年末無綫電視青春歌舞校園劇《青春本我》，他在劇中飾演富二代角色「高富力」，該角色因模仿日本動漫中《櫻桃小丸子》的角色花輪同學而受到注意，並首度入圍《萬千星輝頒獎典禮2022》「最受歡迎電視男角色」及「最佳男配角」兩大獎項。
2022年7月，林智樂於無綫劇集《回歸》中飾演「關東海」一角，演出獲得好評。
主持工作方面，屬於無綫旗下的林智樂在2022年先獲香港電台電視部起用為音樂節目《港樂 • 講樂》的主持之一。2023年，他又先後擔任無綫音樂節目《Music Break》、《J Music》的主持之一；同年於《萬千星輝頒獎典禮2023》首度入圍「飛躍進步男藝員」及「最具潛質新人獎」。

## 個人生活與趣聞
林智樂擅長繪畫。其偶像是香港女歌手容祖兒，在主持深夜節目《Music Break》之初，他就曾以容祖兒為主題，及分享相關收藏；至參與《声生不息·大湾区季》終獲得與偶像同台的機會。
他與《聲夢傳奇》女參賽者潘靜文為好友，曾傳出緋聞。
他被指樣貌酷似前香港食物及衞生局局長陳肇始，及藝人陸浩明、陸永，後林智樂、陸浩明、陸永三人特意合照。
2021年9月生日當天，林智樂上載了一段自己翻唱葉蒨文歌曲零時十分的影片，該曲歌詞以孤獨渡過生日為主題。

## 比賽經歷

### 《聲夢傳奇》
- 分數取決於25位評判給予的燈數，即滿分為25分。

| 集數       | 播出日期      | 演唱歌曲                   | 合唱者                                 | 備註                                         |
| ---------- | ------------- | -------------------------- | -------------------------------------- | -------------------------------------------- |
| 第一次召集 | 2021年1月3日  | 《飛花》／李克勤           | 冼靖峰                                 | 不適用                                       |
| 1          | 2021年4月10日 | 《天下無雙》／陳奕迅       | 不適用                                 | 以13分晉級                                   |
| 3          | 2021年4月24日 | 《郵差》／王菲             | 不適用                                 | 以藍隊隊員名義參賽，以7:18於隊際賽落敗後晉級 |
| 6          | 2021年5月15日 | 《洋蔥》／楊宗緯           | 炎明熹、孫漢霖                         | 以藍隊隊員名義參賽，以22分勝出隊際賽         |
| 6          | 2021年5月15日 | 《Lydia》／F.I.R.飛兒樂團  | 炎明熹、鍾柔美、孫漢霖、林君蓮、文凱婷 | 以藍隊隊員名義參賽，以2:23落敗隊際賽後晉級   |
| 7          | 2021年5月22日 | 《月半小夜曲》／李克勤     | 林君蓮                                 | 以藍隊隊員名義參賽，以22:3勝出隊際賽後晉級   |
| 9          | 2021年6月12日 | 《印象》／許冠傑           | 不適用                                 | 以藍隊隊員名義參賽，以4:21落敗出隊際賽後晉級 |
| 10         | 2021年6月19日 | 《分手總要在雨天》／張學友 | 林奕匡                                 | 以11分被淘汰出局                             |

## 演出作品

### 電視劇（無綫電視）
| 首播   | 劇集       | 角色            |
| 2021年 | 青春本我   | 高富力（Felix） |
| 2022年 | 回歸       | 關東海          |
| 2023年 | 飛常日誌   | Felix           |
| 未播映 | 非常檢控觀 |                 |

### 綜藝節目（無綫電視）
| 首播   | 節目名              | 備註                 |
| 2020年 | 萬千星輝賀台慶      | 《聲夢傳奇》首度現身 |
| 2021年 | 聲夢傳奇 第一次召集 | 與冼靖峰合唱《飛花》 |
| 2021年 | 聲夢傳奇 繼續召集   | 《》之特備節目       |
| 2021年 | 聲夢傳奇            | 參賽者（藍隊）       |
| 2021年 | Staries聲夢定時動態 | 《聲夢傳奇》節目花絮 |
| 2021年 | 聲夢傳奇 傳奇誕生   |                      |
| 2024年 | 聲夢1＋2            |                      |

### 主持節目（香港電台）
| 首播   | 節目                   | 備註 |
| 2022年 | 港樂・講樂             |      |
| 2023年 | 杭州第19屆亞運會開幕式 |      |

### 主持節目（無綫電視）
| 首播   | 節目        | 備註       |
| 2023年 | Music Break | 星期二主持 |
| 2023年 | J Music     |            |

### 舞台劇
| 年份   | 劇集           | 角色       |
| 2025年 | 我們的青春日誌 | 70年代校長 |

## 音樂作品

### 單曲
| 專輯 | 專輯名稱     | 專輯類型 | 發行公司            | 發行日期      | 曲目                    |
| ---- | ------------ | -------- | ------------------- | ------------- | ----------------------- |
| 1st  | 忘記趁早     | 單曲     | 星夢娛樂 / 愛爆音樂 | 2024年4月20日 | 曲目 LP 1. 忘記趁早     |
| 2nd  | 發夢的練習曲 | 單曲     | 星夢娛樂 / 愛爆音樂 | 2025年4月12日 | 曲目 LP 1. 發夢的練習曲 |

| 推出日期 | 曲目                  | 作曲                                               | 填詞           | 編曲                                               | 監製            | 備註                                                              |
| 2021年   |                       |                                                    |                |                                                    |                 |                                                                   |
| 4月5日   | 《造夢時學會飛行》    | 徐洛鏘                                             | 張美賢         | Johnny Yim                                         | 韋景雲／何哲圖  | 《聲夢傳奇》主題曲 與《聲夢傳奇》第一季全體學員合唱               |
| 7月11日  | 《奪金》              | 側田                                               | 王祖藍         | Dough-Boy                                          | 側田／Eric Kwok | 無綫電視東京奧運2020主題曲 與《聲夢傳奇》第一季全體導師及學員合唱 |
| 12月5日  | 《快啲快啲》          | Johnny Yim                                         | 李敏／彭嘉維   | Johnny Yim                                         | Johnny Yim      | 無綫電視劇集《青春本我》插曲 與劇集部分主要演員合唱               |
| 2022年   |                       |                                                    |                |                                                    |                 |                                                                   |
| 2月1日   | 《一起向未來》        | 常石磊                                             | 王平久         | 柒玖                                               | 趙增熹          | 與群星合唱 TVB《2022北京冬季奧運會》主題曲                        |
| 2月19日  | 《獅子山下 同心抗疫》 | 顧嘉煇                                             | 盧永強         | 黃安弘                                             | 伍仲衡          | 與群星合唱 無綫電視因應香港第五波新冠肺炎疫情而製作的抗疫歌曲     |
| 9月14日  | 《Hat Trick》         | Michael James Down / Will Taylor / Primoz Poglajen | 林寶           | Michael James Down / Will Taylor / Primoz Poglajen | 周錫漢          | 與《聲夢傳奇》及《聲夢傳奇2》全體學員合唱                         |
| 10月17日 | 《一生何求》          | 王文清                                             | 潘偉源         | 徐洛鏘                                             | 劉易昇          | 無綫電視劇集《下流上車族》插曲                                    |
| 12月29日 | 《想要乜嘢都可以》    | 劉易昇                                             | 楊熙           | 劉易昇、Freddie Lo                                 | 劉易昇          | 與文凱婷、何晉樂、彭詡越、潘乾政、陳泓升、王紫薇、梁宸語合唱      |
| 2023年   |                       |                                                    |                |                                                    |                 |                                                                   |
| 3月      | 《活出信念》          | 香港消防處                                         | 香港消防處     | 張家誠                                             | 張家誠          | 與群星合唱                                                        |
| 6月8日   | 《忘記趁早》          | 澤日生                                             | 林若寧         | 傅丹斌／譚暢／澤日生                               | 澤日生／KENC    | 個人出道作品                                                      |
| 8月28日  | 《抱著百年》          | 劉易昇                                             | 楊熙           | 劉易昇／Freddie Lo                                 | 劉易昇          | 與趙小婷合唱，無線電視外購劇集《长风渡》香港版主题曲              |
| 11月10日 | 《澀谷駅前等》        | 澤日生                                             | 林若寧         | 傅丹斌／譚暢／澤日生                               | 澤日生／KENC    |                                                                   |
| 12月8日  | 《未知探索》          | TY Terrence                                        | 楊熙           | 劉易昇／TY Terrence                                | 劉易昇          | 無線電視外購劇集《神探同盟》香港版主題曲                          |
| 2024年   |                       |                                                    |                |                                                    |                 |                                                                   |
| 4月26日  | 《年輪海》            | Cousin Fung                                        | Oscar          | 黃兆銘                                             | Cousin Fung     |                                                                   |
| 6月9日   | 《無界》              | 張家誠                                             | 張家誠／張美賢 | 張家誠                                             | 張家誠          | 群星合唱 TVB 2024巴黎奧運主題曲                                   |
| 8月12日  | 《倖存》              | 陳玉彬                                             | 寂杋           | 陳玉彬                                             | 陳玉彬          | 無線電視劇集《法證先鋒6 倖存者的救贖》片尾曲                      |
| 10月4日  | 《天使披著魔鬼風衣》  | Cousin Fung                                        | 易家揚         | 黃兆銘                                             | Cousin Fung     | 《年輪海》國語版                                                  |
|          | 《繁星點點》          | 劉易昇                                             | 楊熙           | Freddie Lo                                         |                 | 香港電台節目《香港故事》主題曲                                    |
| 2025年   |                       |                                                    |                |                                                    |                 |                                                                   |
| 2月14日  | 《終於走到現在》      | 劉易昇                                             | 楊熙           | Freddie Lo                                         | 劉易昇          | 無線電視劇集《奔跑吧！勇敢的女人們》插曲                          |
| 2月22日  | 《完全因你》          | Alex San                                           | 李敏           | Johnny Yim／Jacky Chui                             | Jacky Chui      | 翻唱彭羚作品                                                      |
| 3月20日  | 《發夢的練習曲》      | Cousin Fung／Lee Ching                             | 周耀輝         | Lee Ching                                          | Edward Chan     |                                                                   |

### 派台歌曲成績
| 派台歌曲成績（五台） | 派台歌曲成績（五台）           | 派台歌曲成績（五台） | 派台歌曲成績（五台） | 派台歌曲成績（五台） | 派台歌曲成績（五台） | 派台歌曲成績（五台） | 派台歌曲成績（五台）                                                       |
| -------------------- | ------------------------------ | -------------------- | -------------------- | -------------------- | -------------------- | -------------------- | -------------------------------------------------------------------------- |
| 唱片                 | 歌曲                           | 903                  | RTHK                 | 997                  | TVB                  | ViuTV                | 備註                                                                       |
| 2021年               |                                |                      |                      |                      |                      |                      |                                                                            |
|                      | 奪金                           | -                    | ×                    | ×                    | 1                    | ×                    | 首支冠軍歌 無綫電視東京奧運2020主題曲 與《聲夢傳奇》全體學員及星級導師合唱 |
| 2022年               |                                |                      |                      |                      |                      |                      |                                                                            |
|                      | Hat Trick                      | -                    | -                    | -                    | 1                    | ×                    | 與《聲夢傳奇》及《聲夢傳奇2》全體學員合唱                                  |
| 2023年               |                                |                      |                      |                      |                      |                      |                                                                            |
|                      | 想要乜嘢都可以                 | ×                    | ×                    | ×                    | -                    | ×                    | 與文凱婷、何晉樂、彭詡越、潘乾政、陳泓升、王紫薇、梁宸語合唱               |
|                      | 忘記趁早                       | 20                   | 3                    | 3                    | 1                    | ×                    | 另派Pain Relief Live Version版本                                           |
|                      | 抱著百年                       | ×                    | ×                    | ×                    | -                    | ×                    | 與趙小婷合唱 無綫外購劇《長風渡》香港版主題曲                              |
|                      | 澀谷駅前等                     | 12                   | 2                    | 6                    | 1                    | ×                    | 跨年上榜（TVB） 加拿大至 HIT 中文歌曲排行榜：6                             |
|                      | 未知探索                       | ×                    | ×                    | ×                    | -                    | ×                    | 無綫外購劇《神探同盟》香港版主題曲                                         |
|                      | 拼圖                           | -                    | -                    | -                    | -                    | ×                    | 與《聲夢傳奇》全體學員合唱                                                 |
| 2024年               |                                |                      |                      |                      |                      |                      |                                                                            |
|                      | 澀谷駅前等（Acoustic Version） | ×                    | ×                    | ×                    | 4                    | ×                    |                                                                            |
|                      | 年輪海                         | 14                   | 2                    | 2                    | 1                    | ×                    | 加拿大至 HIT 中文歌曲排行榜：4                                             |
|                      | 無界                           | -                    | -                    | -                    | -                    | ×                    | 與TVB群星合唱 TVB 2024巴黎奧運主題曲                                       |
|                      | 倖存                           | ×                    | ×                    | ×                    | -                    | ×                    | 無綫電視劇集《法證先鋒6 倖存者的救贖》片尾曲                               |
|                      | 天使披著魔鬼風衣（國）         | -                    | -                    | -                    | -                    | ×                    | 《年輪海》國語版 新城國語力排行榜：1                                       |
| 2025年               |                                |                      |                      |                      |                      |                      |                                                                            |
|                      | 繁星點點                       | ×                    | 3                    | ×                    | ×                    | ×                    | 香港電台節目《香港故事》主題曲                                             |
|                      | 完全因你                       | ×                    | -                    | 4                    | 1                    | ×                    | 翻唱彭羚作品                                                               |
|                      | 發夢的練習曲                   | 2                    | 2                    | 5                    | 1                    | ×                    |                                                                            |

| 各台冠軍歌總數（五台） | 各台冠軍歌總數（五台） | 各台冠軍歌總數（五台） | 各台冠軍歌總數（五台） | 各台冠軍歌總數（五台） | 各台冠軍歌總數（五台） |
| ---------------------- | ---------------------- | ---------------------- | ---------------------- | ---------------------- | ---------------------- |
| 903                    | RTHK                   | 997                    | TVB                    | ViuTV                  | 備註                   |
| 0                      | 0                      | 0                      | 7                      | 0                      | 五台冠軍歌總數：0      |

- （*）上榜中
- （-）未能上榜
- （×）沒有派往該台

## 演唱會／音樂會
- 2022年1月1日，林智樂於中環新海濱出席《聲夢維港Party Together演唱會2022》。
- 2023年12月21日，林智樂在九龍灣國際展貿中心 Star Hall參與《聲夢飛行WHAT WE BECOME LIVE 2023》演出。

### 非個人音樂會
| 日期              | 演唱會名稱                                       | 場數 | 場地                               | 主辦單位           | 備註                                                     |
| 2021年8月12至15日 | 聲·夢飛行 First Live On Stage                    | 4    | 旺角麥花臣場館                     | 無綫電視、星夢娛樂 | 《聲夢傳奇》第一季畢業學員演唱會                         |
| 2021年9月13日     | 光影回憶: 電影中的美麗與哀愁 音樂會              | 1    | 香港大會堂音樂廳                   | 傳承愛樂           | [ 55 ] [ 56 ]                                            |
| 2021年11月23日    | Fubon GO x 聲夢傳奇《唱出初心》                  | 1    | 美麗華廣場宴會廳                   | 富邦銀行（香港）   | 與孫漢霖、林君蓮合唱《裙下之臣》                         |
| 2022年1月1日      | 聲夢維港Party Together演唱會2022                 | 1    | 中環海濱活動空間                   | NEW TV             | [ 57 ]                                                   |
| 2022年10月1日     | 香港同胞慶祝中華人民共和國成立七十三周年文藝晚會 | 1    | 紅磡香港體育館                     | 香港特別行政區政府 | 與《聲夢傳奇》第一季畢業生一同參加（黃奕斌、林君蓮除外） |
| 2023年4月7日      | 《流行原音》音樂會                               | 2    | 伊利沙伯體育館                     | 康樂及文化事務署   | 為「香港流行文化節2023」前奏節目                         |
| 2023年12月21日    | 聲夢飛行WHAT WE BECOME LIVE 2023                 | 1    | 九龍灣九龍灣國際展貿中心 Star Hall | 無綫電視、愛爆音樂 | 《聲夢傳奇》第一季學員再次合體舉行演唱會                 |
| 2024年5月18日     | 音樂出沒 First Jump                              | 1    | 海洋公園怡慶坊                     | 星傳文化娛樂       | 與張馳豪 、潘靜文一同演出                                |
| 2024年6月8日      | 新城唱好海洋公園音樂會 周禮茂作品展              | 1    | 海洋公園怡慶坊                     | 新城電台           |                                                          |
| 2025年6月21日     | 吳若希&林智樂-「越來越愛」2025拉闊音樂會限定場   | 1    | 廣州廣州白雲國際會議中心世紀大會堂 | 曉友文化、勵力傳播 | 與吳若希演出                                             |

## 獎項及提名
| 年份   | 頒獎單位                                  | 獎項                 | 作品               | 結果                         |
| ------ | ----------------------------------------- | -------------------- | ------------------ | ---------------------------- |
| 2021年 | 萬千星輝頒獎典禮2021                      | 最受歡迎電視歌曲     | 《造夢時學會飛行》 | 與《聲夢傳奇》學員獲獎       |
| 2021年 | 萬千星輝頒獎典禮2021                      | 最受歡迎電視歌曲     | 《奪金》           | 與《聲夢傳奇》導師及學員提名 |
| 2022年 | 萬千星輝頒獎典禮2022                      | 最受歡迎電視男角色   | 《青春本我》高富力 | 提名                         |
| 2022年 | 萬千星輝頒獎典禮2022                      | 最佳男配角           | 《青春本我》高富力 | 提名                         |
| 2022年 | 萬千星輝頒獎典禮2022                      | 最受歡迎電視歌曲     | 《快啲快啲》       | 提名                         |
| 2022年 | 萬千星輝頒獎典禮2022                      | 最受歡迎電視歌曲     | 《一生何求》       | 提名                         |
| 2023年 | 新城勁爆頒獎禮2023                        | 勁爆新人             | 不適用             | 獲獎                         |
| 2023年 | 2023年度叱咤樂壇流行榜頒獎典禮            | 叱咤樂壇生力軍男歌手 | 不適用             | 銀獎                         |
| 2023年 | 萬千星輝頒獎典禮2023                      | 飛躍進步男藝員       | 不適用             | 提名                         |
| 2023年 | 萬千星輝頒獎典禮2023                      | 最具潛質新人         | 不適用             | 提名                         |
| 2023年 | 萬千星輝頒獎典禮2023                      | 最佳電視歌曲         | 《抱着百年》       | 提名                         |
| 2023年 | 萬千星輝頒獎典禮2023                      | 最佳電視歌曲         | 《未知探索》       | 提名                         |
| 2023年 | 加拿大至 HIT 中文歌曲排行榜 2023 年度總選 | 至HIT推崇新歌手 銅獎 | 不適用             | 獲獎                         |
| 2024年 | 第四十五屆十大中文金曲                    | 最有前途新人獎       | 不適用             | 銅獎                         |
| 2024年 | 新城勁爆頒獎禮2024                        | 勁爆躍進男歌手       | 不適用             | 金獎                         |
| 2024年 | 萬千星輝頒獎典禮2024                      | 最佳電視歌曲         | 《倖存》           | 提名                         |
| 2025年 | 第四十六屆十大中文金曲                    | 優秀流行歌手大獎     | 不適用             | 獲獎                         |

## 外部連結
- 林智樂的Instagram帳戶
- YouTube上的林智樂頻道
- 林智樂的新浪微博